# 東天下茶屋停留場
東天下茶屋停留場（日语：／ Higashi-Tengachaya teiryūjō */?）是一個位於日本大阪府大阪市阿倍野區阿倍野元町3番地與同區晴明通12番地，屬於阪堺電氣軌道上町線的停留場。車站編號為HN04。

### 車站構造
千鳥式月台2面2線的地面車站。

## 相鄰停留場
阪堺電氣軌道
■上町線
松蟲（HN03）－東天下茶屋（HN04）－北畠（HN05）